# 北沢典子
北沢 典子（きたざわ のりこ、1938年3月15日 - ）は、日本の女優である。本名は近藤 由紀子（こんどう ゆきこ）、結婚前本名は茂呂 由紀子（もろ ゆきこ）。

## 人物
1938年（昭和13年）3月15日、京都府京都市伏見区に生まれる。名古屋市立天神山中学校を卒業した。
1954年（昭和29年）、名古屋家政学園在学中に『婦人生活』の美人写真コンクールに友人が無断で応募したのがきっかけで、新東宝にスカウトされ同学を中途退学した。1955年（昭和30年）、第4期スターレットとして新東宝に入社。同期に三ツ矢歌子、原知佐子、万里昌代、朝倉彩子らがいる。1956年（昭和31年）、香川京子、池内淳子主演の『何故彼女等はそうなったか』に本名の茂呂由紀子でデビュー。同年の『女競輪王』から北沢典子を芸名とする。主に時代劇を中心に多くの作品に出演する。

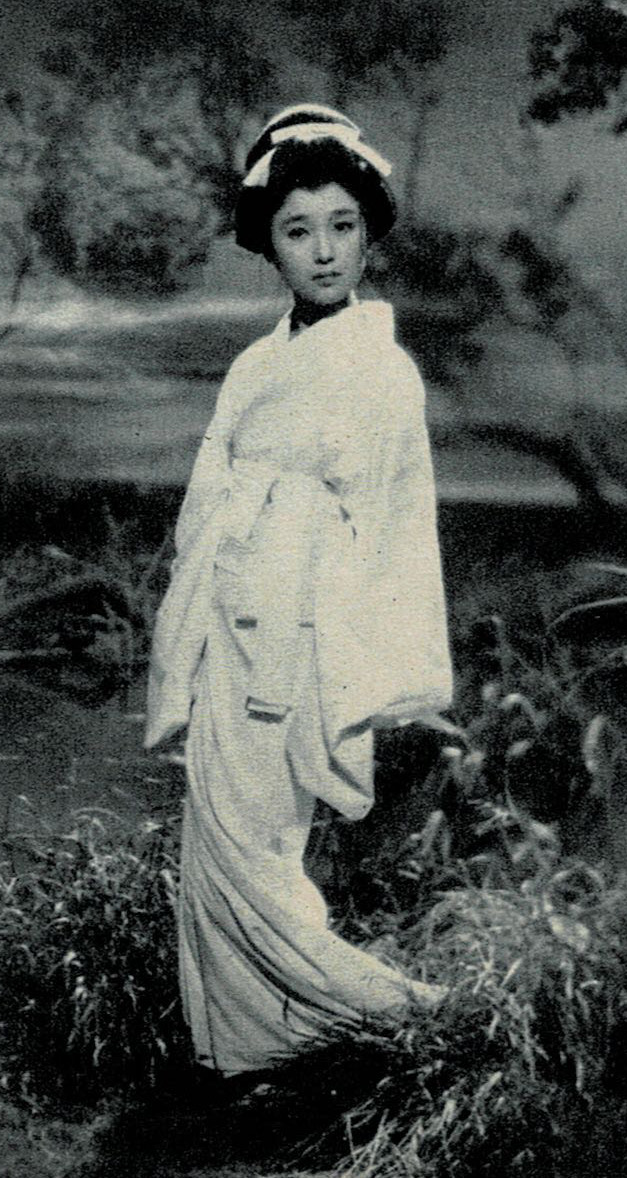
石川義寛監督作品『怪猫お玉が池』1960年

1960年（昭和35年）、フリーランスとなったが、翌1961年（昭和36年）、東映に入社。東映でも時代劇で活躍した。テレビドラマにも多数出演している。1962年（昭和37年）11月13日、当時プロ野球・大洋ホエールズの選手だった近藤昭仁と結婚した。1963年の時点では東京俳優生活協同組合に所属。愛称は「てんこ」。可憐な武家娘、町娘などをもっぱら演じる、いわゆるお姫様女優だったが、「日本映画史・新東宝編」（1980年櫂書房）では「しごけばしごくほど食らいついてくる、激しい気塊の持ち主だった」と紹介されている。
1980年（昭和55年）、木下惠介監督の『父よ母よ!』で久々に映画出演を果たした。自身の芸名を本名に名づけた娘の近藤典子も、モデルから女優になった。
2009年（平成21年）11月、東京・池袋の新文芸坐で開催された「萬屋錦之介生誕七十七年 錦之助映画祭り パート3」にトークゲストで登場し、トークショーの後には北沢のサイン会も開かれた。2010年（平成22年）11月23日、香川県高松市のアルファあなぶきホール（香川県民ホール）で開催された「さぬきえいがびと in 映画の楽校」のトークショーに出演した。
2017年（平成29年）2月3日に発売された「異端の映画史　新東宝の世界」（映画秘宝編集部・編　洋泉社）に、原知佐子、矢代京子らとの座談で当時の事を語っている。

## 主な出演作

### 映画
- 何故彼女等はそうなったか（1956年、新東宝）
- 新妻鏡（1956年、新東宝）
- 思い出月夜（1956年、新東宝）
- 女大学野球狂時代（1956年、新東宝）
- 女競輪王（1956年、新東宝）
- 美男をめぐる十人の女（1956年、新東宝）
- 妖雲里見快挙伝（1956年、新東宝）
- 妖雲里見快挙伝　解決篇（1957年、新東宝）
- 明治天皇と日露大戦争（1957年、新東宝）
- 関八州大利根の対決（1957年、新東宝）
- 危し! 伊達六十二万石（1957年、新東宝）
- 若君漫遊記　伏見稲荷の大仇討（1957年、新東宝）
- 人形佐七捕物帖　大江戸の丑満時（1957年、新東宝）
- 怪談累が渕（1957年、新東宝）
- 白蝋城の妖鬼（1957年、新東宝）
- 続若君漫遊記　金比羅利生剣（1957年、新東宝）
- ひばりの三役 競艶雪之丞変化　前後篇（1957年、新東宝）
- 関八州喧嘩陣（1958年、新東宝）
- 色競べ五人女（1958年、新東宝）
- 坊ちゃん天国（1958年、新東宝）
- 爆笑王座征服（1958年、新東宝）
- 楠公二代誠忠録（1958年、新東宝）
- 若君漫遊記　サタン城の魔王（1958年、新東宝）
- 朱桜判官（1958年、新東宝）
- 隠密将軍と喧嘩大名　前後篇（1958年、新東宝）
- 新日本珍道中　東日本の巻（1958年、新東宝）
- 新日本珍道中　西日本の巻（1958年、新東宝）
- 亡霊怪猫屋敷（1958年、新東宝）
- 大暴れ女侠客陣（1958年、新東宝）
- 坊ちゃんに惚れた七人娘（1959年、新東宝）
- 鍔鳴り三剣豪（1959年、新東宝）
- 決闘不動坂の大仇討（1959年、新東宝）
- カックン超特急（1959年、新東宝）
- 南部騒動　姐妃のお百（1959年、新東宝）
- 大東亜戦争と国際裁判（1959年、新東宝）
- 影法師捕物帖（1959年、新東宝）
- 日本ロマンス旅行（1959年、新東宝）
- 怪談鏡ケ淵（1959年、新東宝）
- 東海道四谷怪談 (1959年の映画)（1959年、新東宝）
- まぼろし鷹（1959年、新東宝）
- 人形佐七捕物帖　鮮血の血房（1959年、新東宝）
- 復讐秘文字峠　前後篇（1959年、新東宝）
- 雷電（1959年、新東宝）
- 続 雷電 （1959年、新東宝）
- 婦系図　湯島に散る花 （1959年、新東宝）
- 太平洋戦争　謎の戦艦陸奥（1960年、新東宝）
- 大虐殺（1960年、新東宝）
- 生首奉行と鬼大名（1960年、新東宝）
- 怪猫お玉が池（英語版）（1960年、新東宝）
- 弥次喜多珍道中　中仙道の巻（1960年、新東宝）
- 家光と彦左と一心太助（1961年、東映）
- 大江戸喧嘩まつり（1961年、東映）
- 葵の暴れん坊（1961年、東映）
- 恋しぐれ　秩父の夜祭り（1961年、新東宝）
- 「粘土のお面」より かあちゃん（1961年、新東宝）
- 花笠ふたり若衆（1961年、東映）
- 若き日の次郎長　東海一の若親分（1961年、東映）
- 旗本退屈男　謎の七色御殿（1961年、東映）
- いかすじゃねえか三度笠（1961年、東映）
- 花のお江戸のやくざ姫（1961年、東映）
- 朝霧街道（1961年、東映）
- 維新の篝火（1961年、東映）
- 反逆児（1961年、東映）　-　キネマ旬報ベストテン第6位
- 無法者の虎（1961年、東映）
- 豪快千両槍（1961年、東映）
- 勢揃い関八州（1962年、東映）
- 祇園の暗殺者（1962年、東映）
- やくざ判官（1962年、東映）
- 若き日の次郎長　東海道のつむじ風（1962年、東映）
- 旗本退屈男　謎の珊瑚屋敷（1962年、東映）
- 源氏九郎颯爽記　秘剣揚羽の蝶（1962年、東映）
- あの空の果てに星はまたゝく（1962年、東映）
- 怪談三味線掘（1962年、東映）
- 越後獅子祭り（1962年、東映）
- お坊主天狗（1962年、東映）
- 父よ母よ!（1980年、松竹）　-　キネマ旬報ベストテン第6位

### テレビドラマ
- 新吾十番勝負（1958年～1960年、NTV）
- 百万人の劇場 第21回「何処へ」（1960年、CX）
- 女神（1960年、NET）
- 体の中を風がゆく（1961年、TBS）
- 風流活人剣（1962年、TBS）
- 三匹の侍（CX）
  - 第1シリーズ　第24話「北辺乱刃」（1964年）
  - 第6シリーズ 第2話「噛ませ犬」（1968年） - いち
- 姿三四郎（1963年～1964年、CX）
- 人形佐七捕物帳 第13話「鬼の面」（1965年、NHK）
- 時間ですよ（1970年、TBS） - サチ 役
- 大江戸捜査網　第1期（1970年～1971年、TX）
- どっこい大作（1973年～1974年、NET）
- 日本沈没 第22話「折れ曲がる、日本列島」（1975年、TBS） - 石黒房代
- 幸福ゆき（1975年、TBS） - 松井幾代
- 3年B組金八先生　第2シリーズ（1980年 - 1981年、TBS）

### バラエティー番組
- スター千一夜（フジテレビ）　-　1963年1月21日、夫の近藤昭仁と一緒に出演
- アップダウンクイズ（毎日放送） - 1967年1月1日の「新春夫婦特集」で、夫と一緒に解答者として出演

### CM
- 資生堂口紅「’61 キャンディトーン」（1961年）
  - 資生堂初となるキャンペーンのCM。出演者は北沢典子・真鍋賀子・滝瑛子・馬渕晴子ら4人[4]。

## 主な受賞歴
- 1957年度 エランドール賞　新人賞
- 2002年度 第12回日本映画批評家大賞　ゴールデン・グローリー賞[5]

## 関連書籍
- 『地獄でヨーイ・ハイ! 中川信夫 怪談・恐怖映画の業華』（鈴木健介編、ワイズ出版、2000年） ISBN 4898300332
  - 「北沢典子インタビュー」、同書